# Зорич, Драган
Дра́ган Зо́рич (серб. Драган Зорић; 20 мая 1979, Бачка-Паланка) — сербский гребец-байдарочник, в разное время выступал за сборные Югославии, Сербии и Черногории, Сербии. Участник двух летних Олимпийских игр, двукратный чемпион мира, чемпион Европы, бронзовый призёр Средиземноморских игр, победитель многих регат республиканского и международного значения.

## Биография
Драган Зорич родился 20 мая 1979 года в городе Бачка-Паланка. Активно заниматься греблей начал в раннем детстве, проходил подготовку в местном спортивном клубе «Синтелон».
Первого серьёзного успеха на взрослом международном уровне добился в 2000 году, когда попал в основной состав югославской национальной сборной и благодаря череде удачных выступлений удостоился права защищать честь страны на летних Олимпийских играх в Сиднее. В зачёте четырёхместных экипажей на дистанции 1000 метров совместно с Игором Ковачичем, Сашей Вуяничем и Йожефом Шоти дошёл до финала и финишировал в решающем заезде девятым.
Из-за происходивших в Югославии военных конфликтов спортивная карьера Зорича приостановилась, и в этот период он не показал сколько-нибудь значимых результатов. После окончательного распада страны вплоть до 2005 года выступал за сборную Сербии и Черногории. В частности, прошёл квалификацию на Олимпийские игры в Афинах — вместе с напарником Огненом Филиповичем стартовал в двойках на пятистах и тысяче метрах, но в обоих случаях остановился в полуфиналах, показав в этих заездах четвёртое и восьмое время соответственно. На чемпионате Европы в польской Познани получил бронзу в двухсотметровой гонке байдарок-двоек, тогда как на чемпионате мира в Загребе одержал в той же дисциплине победу, обогнав всех своих соперников. Кроме того, в двойках на пятистах метрах удостоился бронзовой медали на Средиземноморских играх в Альмерии.
Начиная с 2006 года Драган Зорич представлял сборную Сербии, при этом он остался в основном составе команды и продолжил принимать участие в крупнейших международных регатах. Так, на чемпионате мира в Сегеде на двухстах метрах взял бронзу в двойках и золото в четвёрках. В следующем сезоне на европейском первенстве в испанской Понтеведре выиграл бронзовую медаль в двухсотметровой гонке двоек и золотую медаль в двухсотметровой гонке четвёрок, в то время как на мировом первенстве в немецком Дуйсбурге добыл в тех же дисциплинах бронзу и серебро соответственно. Последний раз добился значительного успеха на международном уровне в 2008 году, когда в четвёрках на двухстах метрах стал серебряным призёром чемпионата Европы в Милане. Вскоре по окончании этих соревнований принял решение завершить карьеру профессионального спортсмена, уступив место в сборной молодым сербским гребцам.